# نبوية السيد
نبوية السيد ممثلة مصرية  من مواليد أول يناير 1940 وبدأت حياتها الفنية في السبعينيات في أدوار الكومبارس مع المجاميع في السينما والتليفزيون تؤدى دور المرأة الشعبية أو الفلاحة العجوز الكادحة.
توفت في 15 مايو 2007 عن عمر يناهز 67 سنة وتركت 181 عملاً بين المسرح والسينما والتلفزيون.

## أهم أعمالها
- فيلم «ولا عزاء للسيدات» للمخرج هنري بركات عام 1979.[5]
- فيلم «اليوم السادس» للمخرج يوسف شاهين عام 1986[6]
- فيلم «مرسيدس» للمخرج يسري نصر الله عام 1993[7]
- فيلم «إسماعيلية رايح جاي» للمخرج كريم ضياء الدين [8][9] عام 1997[10]
- فيلم «طاطا نام طاطا قام» للمخرج كريم ضياء الدين عام 2007 [11]

## وصلات خارجية
https://elcinema.com/person/1053423 نبوية السيد
https://dhliz.com/artist/4uBxkfWMT44/ نبوية السيد
https://karohat.com/Person/4a08777e-6e02-49a2-a359-f3f0c0c08085 نبوية السيد